# Xanthotis
Xanthotis és un gènere d'ocells de la família dels melifàgids (Meliphagidae).

## Taxonomia
Segons la Classificació del Congrés Ornitològic Internacional (versió 15.1, 2025) aquest gènere està format per tres espècies:
- Xanthotis polygrammus - menjamel tacat.
- Xanthotis macleayanus - menjamel de Macleay.
- Xanthotis flaviventer - menjamel de ventre cremós.

El menjamel de Kadavu (Meliphacator provocador) s'incloïa anteriorment en aquest gènere. Es va traslladar al seu propi gènere Meliphacator a partir dels resultats d'un estudi filogenètic molecular publicat per Andersen et al. el 2019.